# Parc Nacional de Sør-Spitsbergen
El Parc Nacional de Sør-Spitsbergen es troba a l'extrem sud de l'illa de Spitsbergen, a l'arxipèlag de les Svalbard, Noruega. El parc es va obrir el 1973 i inclou la terra de Wedel Jarlsberg, la terra de Torell i la terra de Sørkapp. Més del 65% de la regió està coberta per glaceres o gel i neu permanent. L'extensió de terra és de 5.029 km² i la zona marina 8.257 km², un total de 13.286 km².
Es distingeixen en aquest parc nacional formacions rocoses irregulars. Les planes litorals de la costa oest es troben entre les més productives de Svalbard. A la costa oest hi ha algunes de les colònies més grans d'aus marines de les Svalbard, com l'oca de galta blanca, l'èider, la gavineta i el somorgollaire de Brünnich. En el fiord de Hornsund hi ha ossos polars. Entre les restes humanes que s'hi poden trobar, al parc hi ha una estació balenera del segle xvii.